# Österrike-Ungern
Österrike-Ungern (tyska: Österreich-Ungarn; ungerska: Osztrák-Magyar Monarchia), officiellt De i riksrådet företrädda kungarikena och länderna och den heliga ungerska Stefanskronans länder (tyska: Die im Reichsrat vertretenen Königreiche und Länder und die Länder der heiligen ungarischen Stephanskrone; ungerska: A birodalmi tanácsban képviselt királyságok és országok és a magyar Szent Korona országai) även kallat dubbelmonarkin och Donau-monarkin, var en personalunion som bestod av de båda staterna kejsardömet Österrike och kungariket Ungern under åren 1867–1918. Österrike-Ungern bildades den 8 juni 1867 genom det österrikisk-ungerska förlikningsavtalet då kejsardömet Österrike ombildades till realunionen Österrike-Ungern. Genom denna förändring jämställdes ungersk etnicitet med den tyska samtidigt som Budapest fick huvudstadsstatus vid sidan av Wien, men detta betydde ingenting för de slaviska folken i riket.
Österrike-Ungern bestod av två rikshälfter, av vilka den österrikiska så kallade cisleithanska delen (den från Wien räknat denna sida om floden Leitha belägna delen av monarkin) omfattade de i österrikiska riksrådet representerade länderna, medan det så kallade transleithanska, kungariket Ungern i vidsträckt mening, omfattade den ungerska kronans länder. Under gemensam förvaltning stod (de med monarkin införlivade) provinserna Bosnien och Hercegovina.
Till Cisleithanien (kejsardömet Österrike) hörde ärkehertigdömet Österrike (delat i kronländerna Övre och Nedre Österrike), hertigdömena Salzburg, Steiermark, Kärnten och Krain, Österrikiska kustlandet (innefattande markgrevskapet Istrien, furstgrevskapet Görz och Gradiska samt staden Trieste), furstgrevskapet Tyrolen med Vorarlberg, kungariket Böhmen, markgrevskapet Mähren, hertigdömet Schlesien, konungariket Galizien och Lodomerien med storhertigdömet Kraków (Krakau), hertigdömet Bukovina och kungariket Dalmatien. Transleithanien (den ungerska kronans land) utgjordes av kungariket Ungern (vilket inkluderade nuvarande Slovakien och Burgenland) med Siebenbürgen (Transsylvanien), staden Fiume med omnejd samt kungariket Kroatien och Slavonien.
Bosnien och Hercegovina var från år 1908 ett gemensamt område, kallat kondominat, för Österrike-Ungern. Den cisleithanska riksdelen omfattade 300 007 km² med 29 193 299 invånare (1913) och den transleithanska 325 411 km² med 21 480 829 invånare (1915). Bosnien-Hercegovina omfattade 51 199 km² med 1 931 802 invånare (1910).

## Historia
Österrikisk-ungerska monarkin, Österrike-Ungern, var den officiella benämning, som enligt kejserlig handskrivelse av 14 november 1868 tillades förutvarande kejsardömet Österrike, det vill säga samtliga under kejsaren av Österrike och kungen av Ungerns spira förenade länder. Genom första världskrigets resultat och särskilt en rad revolutioner i skilda landsdelar upplöstes statsbildningen i oktober–november 1918. Av riket uppstod staterna Österrike, Ungern och Tjeckoslovakien, utöver att stora delar även tillföll det nybildade Serbernas, kroaternas och slovenernas kungarike (Jugoslavien), det återupprättade Polen respektive Rumänien.

## Statsskick
Vardera rikshälften hade sina grundlagar men i uppgörelsen (Ausgleich) år 1867 hade stadgats beslutades att vissa ärenden skulle vara gemensamma, nämligen:
1. utrikesärenden jämte utrikes diplomatisk och konsulär representation
2. armé och marin (dock ej värnpliktslagarna och till följd av dem nödiga utgifter)
3. finansväsendet i vad som rörde gemensamma utgifter.

Gemensamt förvaltades enligt tid efter annan träffade avtal (Ausgleiche) en mängd kommersiella angelägenheter, särskilt tullagstiftningen och lagstiftningen om en del indirekta skatter, myntväsen, bägge rikshälfterna berörande järnvägar m.m. Genom ett separat avtal, det så kallade kroatisk-ungerska kompromissen, skapades provinsen Kroatien-Slavonien som fick autonomi rörande inre förvaltning, rättsväsen, kultur- och undervisningsväsen.
De båda riksdelarnas folkrepresentationer - österrikiska riksrådet (ty. der Reichsrat, omfattande två kammare, das Herrenhaus och das Haus der Abgeordneten) och ungerska riksdagen - utövade sin lagstiftningsrätt i gemensamma frågor genom särskilda utskott, delegationerna. För gemensamma ärendens förvaltning fanns i Wien tre gemensamma ministerier: ministeriet för kejserliga huset och utrikes ärenden, rikskrigsministeriet och riksfinansministeriet, av vilka det sistnämnda även hade högsta ledningen av förvaltningen av Bosnien och Hercegovina. Kontroll över de gemensamma ministeriernas kassa utövades av en gemensam kontrollbyrå (oberster Rechnungshof i Wien).

## Geografi

### Riksdelar och länder
| Österrike-Ungerns riksdelar och länder Cisleithanien Transleithanien Kondominat | Nr                                        | Provins                      | Huvudstad (invånarantal)     | Yta (km²)  | Invånarantal |
| Österrike-Ungerns riksdelar och länder Cisleithanien Transleithanien Kondominat | Cisleithanien (österrikiska riksdelen)    |                              |                              |            |              |
| Österrike-Ungerns riksdelar och länder Cisleithanien Transleithanien Kondominat | 1.                                        | Böhmen                       | Prag (224 000)               | 51 946,09  | 6 769 548    |
| Österrike-Ungerns riksdelar och länder Cisleithanien Transleithanien Kondominat | 2.                                        | Bukovina                     | Czernowitz (87 000)          | 10 441,24  | 800 098      |
| Österrike-Ungerns riksdelar och länder Cisleithanien Transleithanien Kondominat | 3.                                        | Kärnten                      | Klagenfurt (29 000)          | 10 325,79  | 396 200      |
| Österrike-Ungerns riksdelar och länder Cisleithanien Transleithanien Kondominat | 4.                                        | Krain                        | Laibach (47 000)             | 9 953,81   | 525 995      |
| Österrike-Ungerns riksdelar och länder Cisleithanien Transleithanien Kondominat | 5.                                        | Dalmatien                    | Zara (14 000)                | 12 830,32  | 645 666      |
| Österrike-Ungerns riksdelar och länder Cisleithanien Transleithanien Kondominat | 6.                                        | Galizien och Lodomerien      | Lemberg (206 000)            | 78 499,28  | 8 025 675    |
| Österrike-Ungerns riksdelar och länder Cisleithanien Transleithanien Kondominat | 7.                                        | Österrikiska kustlandet      | Trieste (161 000)            | 7 969      | 895 000      |
| Österrike-Ungerns riksdelar och länder Cisleithanien Transleithanien Kondominat | 8.                                        | Nedre Österrike              | Wien (2 031 000)             | 19 825,33  | 3 531 814    |
| Österrike-Ungerns riksdelar och länder Cisleithanien Transleithanien Kondominat | 9.                                        | Mähren                       | Brünn (126 000)              | 22 221,30  | 2 622 271    |
| Österrike-Ungerns riksdelar och länder Cisleithanien Transleithanien Kondominat | 10.                                       | Salzburg                     | Salzburg (36 000)            | 7 153,29   | 214 737      |
| Österrike-Ungerns riksdelar och länder Cisleithanien Transleithanien Kondominat | 11.                                       | Övre och Nedre Schlesien     | Troppau (31 000)             | 5 146,95   | 756 949      |
| Österrike-Ungerns riksdelar och länder Cisleithanien Transleithanien Kondominat | 12.                                       | Steiermark                   | Graz (152 000)               | 22 425,08  | 1 444 157    |
| Österrike-Ungerns riksdelar och länder Cisleithanien Transleithanien Kondominat | 13.                                       | Tyrolen                      | Innsbruck (53 000)           | 26 683     | 946 613      |
| Österrike-Ungerns riksdelar och länder Cisleithanien Transleithanien Kondominat | 14.                                       | Övre Österrike               | Linz (71 000)                | 11 981,73  | 853 006      |
| Österrike-Ungerns riksdelar och länder Cisleithanien Transleithanien Kondominat | 15.                                       | Vorarlberg                   | Bregenz (9 000)              | 2 601      | 145 408      |
| Österrike-Ungerns riksdelar och länder Cisleithanien Transleithanien Kondominat | Totalt för Cisleithanien:                 | Totalt för Cisleithanien:    | Totalt för Cisleithanien:    | 300 003,21 | 28 571 934   |
| Österrike-Ungerns riksdelar och länder Cisleithanien Transleithanien Kondominat | Transleithanien (ungerska riksdelen)      |                              |                              |            |              |
| Österrike-Ungerns riksdelar och länder Cisleithanien Transleithanien Kondominat | 16.                                       | Ungern (inklusive Fiume)     | Budapest (882 000)           | 282 274,66 | 18 264 533   |
| Österrike-Ungerns riksdelar och länder Cisleithanien Transleithanien Kondominat | 17.                                       | Kroatien och Slavonien       | Agram (80 000)               | 42 488,02  | 2 621 954    |
| Österrike-Ungerns riksdelar och länder Cisleithanien Transleithanien Kondominat | Totalt för Transleithanien:               | Totalt för Transleithanien:  | Totalt för Transleithanien:  | 324 762,68 | 20 886 487   |
| Österrike-Ungerns riksdelar och länder Cisleithanien Transleithanien Kondominat | Gemensamt förvaltningsområde (kondominat) |                              |                              |            |              |
| Österrike-Ungerns riksdelar och länder Cisleithanien Transleithanien Kondominat | 18.                                       | Bosnien och Hercegovina      | Sarajevo (52 000)            | 51 199     | 1 898 044    |
| Österrike-Ungerns riksdelar och länder Cisleithanien Transleithanien Kondominat | Totalt för Österrike-Ungern:              | Totalt för Österrike-Ungern: | Totalt för Österrike-Ungern: | 675 964,89 | 51 356 465   |

### Dagens politiska karta
Enligt dagens politiska karta har hela eller delar av följande idag självständiga länder under större delen eller någon del av sin historia varit en del av Österrike-Ungern.
- Bosnien och Hercegovina
- Italien
- Kroatien
- Polen
- Rumänien
- Ukraina
- Ungern
- Serbien
- Slovakien
- Slovenien
- Tjeckien
- Österrike

Enligt dagens politiska karta har följande områden/landsdelar under större delen eller någon del av sin historia varit en del av Österrike-Ungern.
- Bukovina
- Galizien
- Kotorbukten
- Sydtyrolen
- Transsylvanien
- Trieste och mindre områden i östligaste Italien.
- Vojvodina

## Försvarsväsen

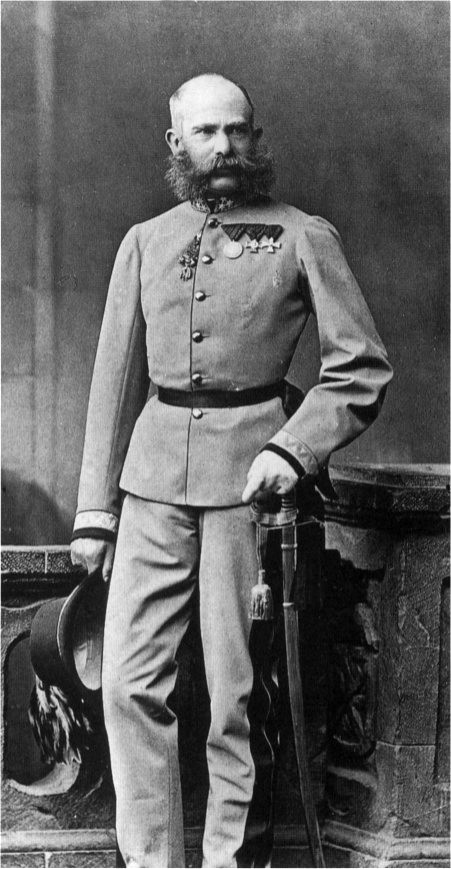
Kejsar Frans Josef I, den österrikisk-ungerska krigsmaktens högste befälhavare, i en tyrolsk jägaröverstes paraduniform 1879.

Österrike-Ungerns krigsmakt, die Bewaffnete Macht, bestod av dubbelmonarkins gemensamma armé k.u.k. Armee och flotta k.u.k. Kriegsmarine, samt den österrikiska riksdelens armé, k.k. Landwehr, och den ungerska riksdelens armé, Magyar Királyi Honvédség (k.u. Landwehr). Lantvärnen var inte en reservstyrkor med mobiliserbara kaderförband, utan reguljära arméer med stående förband.
Allmän värnplikt infördes 1866. Vapenföra män var värnpliktiga från och med det nittonde till och med det fyrtioandra levnadsåret. De tilldelades antingen armén, lantvärnet eller ersättningsreserven. De som tilldelades armén hade att tjänstgöra tre år i aktiv tjänst. De som tilldelades lantvärnet gjorde en första tjänstgöring om ett år i Österrike eller två år i Ungern. Marinens värnpliktiga hade en första tjänstgöring om tre år.
Tyska var kommandospråk och tjänstespråk i armén, marinen och det österrikiska lantvärnet. Tyska var även kommandospråk i det ungerska lantvärnet, medan tjänstespråket var ungerska för det ungerska och kroatiska för det kroatiskt-slavonska lantvärnet.
Den österrikisk-ungerska marinen uppstod med dubbelmonarkin 1867, men dess anor som den österrikiska marinen går tillbaka till den sedan femtonhundratalet bestående Donauflottiljen och den sedan sjuttonhundratalet bestående Medelhavsflottan. Vid första världskrigets utbrott var den världens sjätte största flotta.

## Titulatur
Titulaturen för imperiets militär och myndigheter varierade beroende på om det representerade hela riket, endast den österrikiska eller den ungerska riksdelen.
- Det rörande hela riket benämndes kejserlig och kunglig (tyska kaiserlich und königlich, K.u.k.)
- Det rörande den österrikiska riksdelen benämndes kejserlig kunglig (tyska kaiserlich königlich, K.k.)
- Det rörande den ungerska riksdelen benämndes kunglig ungersk (tyska königlich ungarisch, K.u.)